# Sechste Deutsche Mundgesundheitsstudie

Logo der DMS • 6

Die Sechste Deutsche Mundgesundheitsstudie (DMS • 6) – Deutschland auf den Zahn gefühlt – ist eine bundesweit repräsentative, sozialepidemiologische Studie zur Erhebung des Mundgesundheitszustands und der zahnmedizinischen Versorgung der Bevölkerung in Deutschland. Damit liefert sie eine umfassende Datenbasis für evidenzbasierte Grundsatzentscheidungen in der gesundheitspolitischen Diskussion und für die Weiterentwicklung präventiver und versorgungsbezogener Konzepte in der Zahnmedizin. Die DMS • 6 wurde im Auftrag der Bundeszahnärztekammer (BZÄK) und der Kassenzahnärztlichen Bundesvereinigung (KZBV) vom Institut der Deutschen Zahnärzte (IDZ) durchgeführt. Die Feldarbeit erstreckte sich von 2021 bis 2023. Im März 2025 wurde die Öffentlichkeit durch eine Bundespressekonferenz über die Kernergebnisse der Studie informiert. In thematischen Artikeln wurden die ausführlichen Ergebnisse als Sonderbände in den wissenschaftlichen Fachzeitschriften Quintessence International (QI) im März 2025 (englisch) sowie in der Deutschen Zahnärztlichen Zeitschrift (DZZ) im April 2025 (deutsch) veröffentlicht. Vorgelagert wurden die Ergebnisse mit dem Schwerpunkt Kieferorthopädie im Jahre 2023 im Journal of Orofacial Orthopedics publiziert.

## Historie
Im Jahr 1981 formulierte die Weltgesundheitsorganisation (World Health Organisation, WHO) zusammen mit dem (Weltzahnärzteverband, FDI) erstmals globale Mundgesundheitsziele für das Jahr 2000. Anlässlich der FDI-Generalversammlung in Sydney 2003 wurden diese Zielsetzungen durch eine internationale Arbeitsgruppe aus Vertretern der FDI, der WHO und der International Association for Dental Research (IADR) erneut aufgegriffen und für das neue Jahrtausend bis zum Jahr 2020 überarbeitet.
Auf der Grundlage dieser Zielsetzungen war es die Aufgabe jedes Landes, eigene Mundgesundheitsziele auf der Grundlage der vorhandenen sozialepidemiologischen Erkenntnisse zu entwickeln. Bevölkerungsrepräsentative Studien zu den wesentlichen Erkrankungen der Mundhöhle lagen in Deutschland bis zum Ende der 1980er-Jahre nicht vor. Seit der ersten deutschen Mundgesundheitsstudie (DMS I) im Jahr 1989 erforscht das Institut der Deutschen Zahnärzte im Auftrag der Kassenzahnärztlichen Bundesvereinigung und der Bundeszahnärztekammer die Mundgesundheit und der zahnmedizinischen Versorgung der Bevölkerung in Deutschland.
Im Jahr 1991 wurde unmittelbar nach der politischen Wende in Ostdeutschland eine vergleichbare Studie in den neuen Bundesländern durchgeführt (DMS II). Damit wurde gleichzeitig die Grundlage für eine nachfolgende vergleichende Beobachtung der Mundgesundheitsentwicklung in Ost- und Westdeutschland gelegt. Im Ergebnis der Erkenntnisse dieser ersten Mundgesundheitsstudien wurde nachfolgend die zahnmedizinische Prävention für Kinder und Jugendliche in Deutschland durch gesundheitspolitische Rahmenbedingungen gestärkt. 1997 wurde die dritte Mundgesundheitsstudie in Deutschland (DMS III) durchgeführt. Im Jahr 2005 wurden in Deutschland über 4500 Personen aus allen sozialen Schichten und Altersgruppen in einer repräsentativen Erhebung einer Befragung unterzogen und zahnmedizinisch in der DMS IV untersucht. Die Gruppe der 15-Jährigen wurde in diese Studie erstmals aufgenommen, um einen tieferen Einblick in die Gebisssituation nach dem Zahnwechsel zu erhalten. Als Wiederholungsuntersuchung der acht Jahre zuvor durchgeführten DMS III konnten mit ihr epidemiologische Trends in der Entwicklung der Mundgesundheit während der dazwischenliegenden Dekade aufgezeigt und eine solide Datenbasis für die Gesundheitsberichterstattung und Versorgungsforschung zur Verfügung gestellt werden. In der DMS V wurden in vier Alterskohorten die wichtigsten Erkrankungen der Mundhöhle und der Zähne sowie der zahnmedizinische Versorgungszustand bei 4.609 Probanden dokumentiert. Die DMS V umfasste erstmals die Alterskohorte der 75- bis 100-Jährigen.
Gegenstand der Untersuchungen waren über die Erfassung von Karies und Parodontitis hinaus auch Mundschleimhauterkrankungen, und der prothetische Versorgungsstatus in den international üblichen Vergleichsgruppen der Kinder und Jugendlichen (12-Jährige), der Erwachsenen (35-44-Jährige), der Senioren (65-74-Jährige) und auch der älteren Senioren (75-100-Jährige). Gleichzeitig wurden auch sozialwissenschaftliche Erkenntnisse zur Soziodemografie, zum Mundgesundheitsverhalten, zum Ernährungsverhalten, zur zahnmedizinischen funktionellen Kapazität und zum Kohärenzgefühl (Sense of Coherence (SOC)) ermittelt. Die sozialepidemiologische Ausrichtung der Studie orientierte sich an den aktuellen wissenschaftlichen Forschungstrends in der Medizinsoziologie. So konnten die engen Zusammenhänge zwischen Bildung und Mundgesundheitszustand belegt werden. Auch die Rolle der Selbstwirksamkeitserwartung bis hin zu den Möglichkeiten der Salutogeneseorientierung eines Menschen wurden aufgezeigt.
Auf Grund des vergleichbaren Studiendesigns können die bisherigen Mundgesundheitsstudien bei den wesentlichen Störungen der Mundgesundheit als Vergleich zur DMS • 6 dienen.
Auf der Grundlage der Mundgesundheitsstudien wird auch der Mundgesundheitszieleprozess in Deutschland durch die Bundeszahnärztekammer (BZÄK) ständig weiterentwickelt, sodass 2021 die Mundgesundheitsziele bis zum Jahr 2030 veröffentlicht wurden. Auf dieser Grundlage leistet der Berufsstand einen wesentlichen Beitrag für die weitere Gesundheitssystemgestaltung. Insbesondere verfolgt die BZÄK dabei den Ausbau der Prävention und Gesundheitsförderung sowie den Abbau gesundheitlicher Ungleichheiten.
Für die Kassenzahnärztliche Bundesvereinigung (KZBV) sind die Mundgesundheitsstudien Basis für die Entwicklung zukunftsweisender Versorgungskonzepte, etwa zur weiteren Verbesserung der vertragszahnärztlichen Versorgung von vulnerablen Patientengruppen. Darüber hinaus liefert sie wichtige Daten, um standespolitische Forderung und Entscheidungen der Vertragszahnärzteschaft zu flankieren und voranzubringen.

## Methodik
Die Deutschen Mundgesundheitsstudien (DMS) sind oralepidemiologische Untersuchungen mit dem Hauptziel der Gesundheitsberichterstattung zur Mundgesundheit in Deutschland. Sie sind die einzigen oralepidemiologischen und bundesweit repräsentativen Studien. Seit 1989 wird etwa alle acht Jahre die Mundgesundheit ausgewählter Personen beurteilt.
Bei der Sechsten Deutschen Mundgesundheitsstudie (DMS • 6) handelt sich um eine bevölkerungsrepräsentative, sozialepidemiologische Studie im Split-Panel-Design, die in sieben Altersgruppen die wichtigsten Erkrankungen der Mundhöhle und der Zähne sowie den zahnmedizinischen Versorgungszustand dokumentiert. In einem mehrstufigen Zufallsauswahlverfahren wurden deutschlandweit 90 Städte und Gemeinden ausgewählt. Über die Einwohnermeldeämter wurden etwa 7.500 Personen um Teilnahme gebeten. Die Untersuchungen wurden von speziell für diese Studie geschulten Zahnärztinnen und Zahnärzten durchgeführt.
Teilnehmende Personen wurden (gemeinsam mit ihren Sorgeberechtigten, falls noch nicht volljährig) zu einem Besuch in einem Untersuchungszentrum in der Nähe ihres Wohnortes eingeladen. Im Anschluss an die Terminvereinbarung erhielten sie eine schriftliche Bestätigung des Termins. Der Bestätigung lag ein Fragebogen bei, der ausgefüllt werden sollte. Diesen Fragebogen sollten die Teilnehmenden bereits ausgefüllt zu ihrem Termin im Untersuchungszentrum mitbringen. Hier wurde ein Interview mit den Teilnehmenden durchgeführt. Anschließend wurde eine zahnärztliche Untersuchung vorgenommen, die vom Umfang her einer ausführlichen Kontrolluntersuchung in der Zahnarztpraxis entsprach. Die Teilnahme war freiwillig.
Mit der DMS • 6 wurde erstmals ein kombiniertes Querschnitts- und Längsschnittdesign umgesetzt. Die Studie wurde mit einem wissenschaftlichen Expertenkreis nach internationalen Empfehlungen der oralen Epidemiologie entwickelt. Erstmalig wurde neben der Erhebung von neuen Studienteilnehmenden (Querschnitt: 8- und 9-Jährige, 12-Jährige, 35- bis 44-Jährige sowie 65- bis 74-Jährige) zusätzlich eine erneute Untersuchung von Studienteilnehmenden aus der Fünften Deutschen Mundgesundheitsstudie (DMS V) durchgeführt (Längsschnitt: 20-Jährige, 43- bis 52-Jährige sowie 73- bis 82-Jährige). Neben der Darstellung der aktuellen Krankheitsverbreitung wichtiger zahnmedizinischer Erkrankungen lassen sich durch die Wiederuntersuchung erstmals langfristige Fragen zur Erkrankungsentwicklung sowie Versorgung beantworten.

## Das Querschnitts-Modul der DMS • 6
Im Querschnittsmodul wurden folgende Altersgruppen untersucht:
- 8- und 9-Jährige (n = 692)
- 12-Jährige (n = 958)
- 35- bis 44-Jährige (n = 927)
- 65- bis 74-Jährige (n = 797)

Insgesamt flossen 3.374 Teilnehmende in die Auswertung ein.

### Zentrale Ergebnisse
Kinder: Der Anteil kariesfreier 8- und 9-Jähriger hat sich seit den 1990er-Jahren verdreifacht. Bei 12-Jährigen ist die Karieslast um 90 % gesunken, 78 Prozent der Kinder sind mittlerweile kariesfrei. Allerdings konzentriert sich die verbleibende Karies auf etwa 20 % der Kinder.
Erwachsene: Bei den 35- bis 44-Jährigen ist Zahnlosigkeit nahezu verschwunden. 7 % dieser Gruppe sind kariesfrei.
Senioren: Der durchschnittliche Zahnverlust bei 65- bis 74-Jährigen sank von 17,6 (1997) auf 8,6 Zähne. Nur noch 5 % dieser Altersgruppe sind vollständig zahnlos (2014: 12 %).
Parodontitis: Rund 14 Mio. Menschen in Deutschland haben eine schwere Parodontalerkankung. Diese Schätzung wird durch die Studiendaten gestützt. Bisherige wissenschaftliche Hinweise deuten darauf hin, dass eine unbehandelte oder nicht frühzeitig behandelte Parodontitis zu einer Gefährdung der Mund- und Allgemeingesundheit führen kann. Die DMS • 6 liefert zudem neue Erkenntnisse über den Zusammenhang von Mundgesundheit und Allgemeinerkrankungen: Demnach sind Menschen mit Herz-Kreislauf-Erkrankungen häufiger zahnlos und haben durchschnittlich etwa zwei Zähne weniger als gesunde Menschen. Aktuell weisen 85 Prozent der Senioren eine Parodontalerkrankung auf (jeder Zweite eine Stadium-III- oder Stadium-IV-Parodontitis). Parodontal gesunde Verhältnisse sind aber auch bei den jüngeren Erwachsenen im Alter von 35 bis 44 Jahren selten: Der Anteil der Stadium-III- und  IV-Erkrankungen liegt bei 17,5 Prozent.
Versorgung: 95 % der Befragten gaben an, dass ihre Zahnarztpraxis wohnortnah ist/sie zeitnah einen Termin erhalten/keine langen Wartezeiten sowie einen festen Zahnarzt beziehungsweise eine feste Zahnärztin haben.

## Das Längsschnitt-Modul der DMS • 6
Im Längsschnittsmodul wurden Personen erneut untersucht, die bereits an der DMS V teilgenommen hatten. Es umfasst folgende Altersgruppen:
- 20-Jährige
- 43- bis 52-Jährige
- 73- bis 82-Jährige

Ziel ist die Untersuchung individueller Krankheitsverläufe, die Ermittlung von Inzidenzen und die Analyse von Faktoren, die das Fortschreiten oraler Erkrankungen beeinflussen. Die Ergebnisse werden in einer zweiten Publikationswelle im Frühjahr 2026 veröffentlicht.

## Das Modul Kieferorthopädie der DMS • 6
In der DMS • 6 wurden bei 8- und 9-jährigen Kindern zusätzlich Zahnfehlstellungen und Kieferanomalien ermittelt, um daraus den kieferorthopädischen Versorgungsbedarf abzuleiten. Dieses kieferorthopädische Modul wurde von der Deutschen Gesellschaft für Kieferorthopädie (DGKFO) in Auftrag gegeben. Finanziert wurde es entsprechend maßgeblich von der DGKFO. Bundeszahnärztekammer und Kassenzahnärztliche Bundesvereinigung haben hierzu ebenfalls jeweils einen Beitrag geleistet.
Von Januar bis März 2021 wurden an 16 verschiedenen Orten in Deutschland rund 700 Kinder untersucht. Entsprechende Zahnfehlstellungen und Kieferanomalien wurden zuvor seit mehr als 30 Jahren nicht mehr flächendeckend ermittelt. Nach den Untersuchungen wurde ein Ergebnisbericht verfasst, der unter anderem dem Bundesministerium für Gesundheit zur Verfügung gestellt wird.

### Zentrale Ergebnisse
Laut der Studie lag der Anteil der Kinder und Jugendlichen mit einer kieferorthopädischen Behandlungsindikation gemäß den Richtlinien der gesetzlichen Krankenversicherung (KIG-Stufen 3–5) bei 40,4 %. Weitere 57,0 % wiesen Zahnfehlstellungen geringerer Ausprägung (KIG 2) auf, die eine Behandlung medizinisch begründen können, deren Kosten jedoch nicht von den Krankenkassen übernommen werden. Nur 2,5 % zeigten keinen behandlungsbedürftigen Befund (KIG 1 oder eugnathes Gebiss).
Zur Validierung wurden zusätzlich international anerkannte Indizes herangezogen. Nach dem Index of Complexity, Outcome and Need (ICON) lag der Anteil der Behandlungsbedürftigen bei 41,6 %, nach dem modifizierten Index of Orthodontic Treatment Needs (MIOTN) bei 44,2 %. Diese Ergebnisse bestätigen den mit dem KIG-System ermittelten Versorgungsbedarf.
Ein weiterer Schwerpunkt der Untersuchung lag auf dem Zusammenhang zwischen kieferorthopädischem Versorgungsbedarf und der mundgesundheitsbezogenen Lebensqualität. Es zeigte sich, dass Teilnehmende mit funktionellen Einschränkungen oder Schmerzen tendenziell häufiger einen kieferorthopädischen Behandlungsbedarf aufwiesen.
Auch die Karieserfahrung stand mit dem kieferorthopädischen Behandlungsbedarf in Zusammenhang. Kinder mit kariesfreien Zähnen hatten seltener einen kieferorthopädischen Versorgungsbedarf (37,1 %) als solche mit Karieserfahrung (44,7 %). Zudem wiesen behandlungsbedürftige Kinder häufiger kariöse Milch- und bleibende Zähne auf als Kinder ohne kieferorthopädischen Bedarf.
Die Ergebnisse des kieferorthopädischen Moduls der DMS • 6 deuten darauf hin, dass in Deutschland weder eine Über- noch eine Unterversorgung besteht.

## Datenschutz und Datensicherheit
Die Daten der Teilnehmenden sind gemäß dem Bundesdatenschutzgesetz (BDSG) und der Europäischen Datenschutzgrundverordnung (EU-DSGVO) und weiteren datenschutzrechtlichen Bestimmungen streng geschützt.